# Prawdziwy Kościół Katolicki
Prawdziwy Kościół Katolicki – niewielka tradycjonalistyczna wspólnota konklawistyczna, pierwotnie pod przywództwem antypapieża Piusa XIII (zmarł on w 2009 r.).
24 października 1998 roku grupa sedewakantystów, określająca siebie mianem Prawdziwego Kościoła Katolickiego, powołała w specjalnym konklawe (m.in. z udziałem telefonicznym wybranych osób) Luciana Pulvermachera na papieża; przyjął on imię Piusa XIII.
Siedzibą antypapieża Piusa XIII było Springdale w stanie Waszyngton. Napisał on dwie encykliki:
- 1998 Ecclesia Catholica
- 1999 Tranquillitas Ordinis

Antypapież Pius XIII mianował kilku kardynałów, z czego ujawniono trzy nazwiska: Gordon Bateman, Robert Lyons i Charles Coleman (zmarł w 1999). Gordon Bateman udzielił Lucianowi Pulvermacherowi sakry biskupiej w lipcu 1999 roku w Kalispell w stanie Montana.
Kontrowersje wzbudza konsekracja biskupia Piusa XIII, gdyż odbyła się ona bez zachowania sukcesji apostolskiej. Lucian Pulvermacher sam wyświęcił swojego konsekratora Gordona Batemana.